# Lamprosema gigantalis
Lamprosema gigantalis là một loài bướm đêm trong họ Crambidae.